# 2-etil-1-hexanamina
La 2-etil-1-hexanamina es una amina primaria de fórmula molecular C8H19N, siendo isómera de la 1-octanamina y de la dibutilamina.
Recibe también los nombres de 2-etilhexilamina, 1-amino-2-etilhexano e isooctilamina.

## Propiedades físicas y químicas
A temperatura ambiente, la 2-etil-1-hexanamina es un líquido incoloro de aspecto similar al agua pero con olor a pescado.
Solidifica a -76 °C y hierve a 169 °C, siendo un líquido inflamable cuya temperatura de autoignición es de 295 °C. 
Es menos denso que el agua (ρ = 0,789 g/cm³) y ligeramente soluble en ella. El valor del logaritmo de su coeficiente de reparto, logP = 2,87, significa que su solubilidad en disolventes apolares es mayor que en disolventes polares.
Reacciona con materiales oxidantes y, al igual que otras aminas, neutraliza ácidos en reacciones exotérmicas y puede ser incompatible con isocianatos, compuestos orgánicos halogenados, peróxidos, fenoles (ácidos), epóxidos, anhídridos y haluros de ácido.

## Síntesis y usos
La 2-etil-1-hexanamina puede ser sintetizada a partir del  2-etilhexan-1-ol utilizando azida de sodio y trifenilfosfina. Otra vía de síntesis tiene como precursor al 2-etilhexanal, que sufre un proceso de aminación reductiva en dos fases: la fase de aminación se lleva a cabo con cloruro de hidroxilamonio y no requiere el uso de una base, mientras que en la fase siguiente se usa un sistema zinc/ácido clorhídrico.
La 2-etil-1-hexanamina ha sido estudiada en relación con el fenómeno de relajación dieléctrica (retraso momentáneo en la constante dieléctrica de un material provocado por el desfase entre la polarización molecular y el campo eléctrico variable aplicado). En este aspecto se han llevado a cabo estudios calorimétricos y dieléctricos de mezclas vítreas de 2-etilhexilamina y 2-etil-1-hexanol.
En cuanto a sus usos, la 2-etil-1-hexanamina se emplea como producto intermedio en la manufactura de productos químicos agrícolas, productos de gomas, farmacéuticos, tensoactivos, auxiliares para la polimerización, aditivos plásticos, tintes, insecticidas, agentes de flotación, inhibidores de corrosión, aditivos para pinturas, detergentes, aditivos para combustibles y aditivos para lubricantes.

## Precauciones
La 2-etil-1-hexanamina es una sustancia combustible, cuyo punto de inflamabilidad es de 50 °C. Al arder puede desprender monóxido y dióxido de carbono, así como óxidos de nitrógeno tóxicos.
Es un compuesto extremadamente irritante para piel y ojos.
La inhalación de vapor altamente concentrado provoca irritación en el tracto respiratorio y en los pulmones.
El contacto del líquido con los ojos puede producir una severa irritación mientras que la exposición a vapores concentrados puede ocasionar edema en la córnea.